# M.G. Pajómova
Alekseya M.G. Pajómova (translitera del cirílico Алексей Михайлович Г. Пахомова)[cita requerida] (n. 1925) es una botánica rusa.

## Algunas publicaciones
- v.i. Grubov, a.e. Matzenko, m.g. Pachomova. 2003. Plants of Central Asia: Plant Collections from China and Mongolia : Equisetaceae-Butomaceareae. Bibliografía (Suplemento 1). Vol. 6. Ed. Botanicheskii Institut Im. V. L. Komarova. 6 pp. ISBN 1-57808-117-3
- m.g. Pachomova. 1971. Ephedraceae. En {{subst:aut|v.i. Glubov, m.g. Matzenko, m.g. Pachomova [eds.] Plantae Asiae Centralis, 6, 25–33. Academia Scientiarum URSS Institutum Botanicum nomine V. L. Komarovii, Leningrado, Rusia

- La abreviatura «Pachom.» se emplea para indicar a M.G. Pajómova como autoridad en la descripción y clasificación científica de los vegetales.[1]